# Eccidio di Portofino
L'eccidio di Portofino, o dell'Olivetta, è stata una strage nazista compiuta a Portofino la notte tra il 2 e il 3 dicembre 1944, per cause mai chiarite, anche se si pensa che sia stato compiuto per rappresaglia.

## Antefatti
Per stroncare la rete di delatori messa in piedi dalla XXXI Brigata Nera "Generale Silvio Parodi", gli alti comandi della Resistenza genovese organizzarono per la sera del 30 novembre 1944 la cosiddetta "giornata della spia", ovvero una ventina di agguati in tutto il capoluogo ligure che in poche ore portò all'eliminazione di numerosi squadristi ed informatori fascisti.

## Eventi

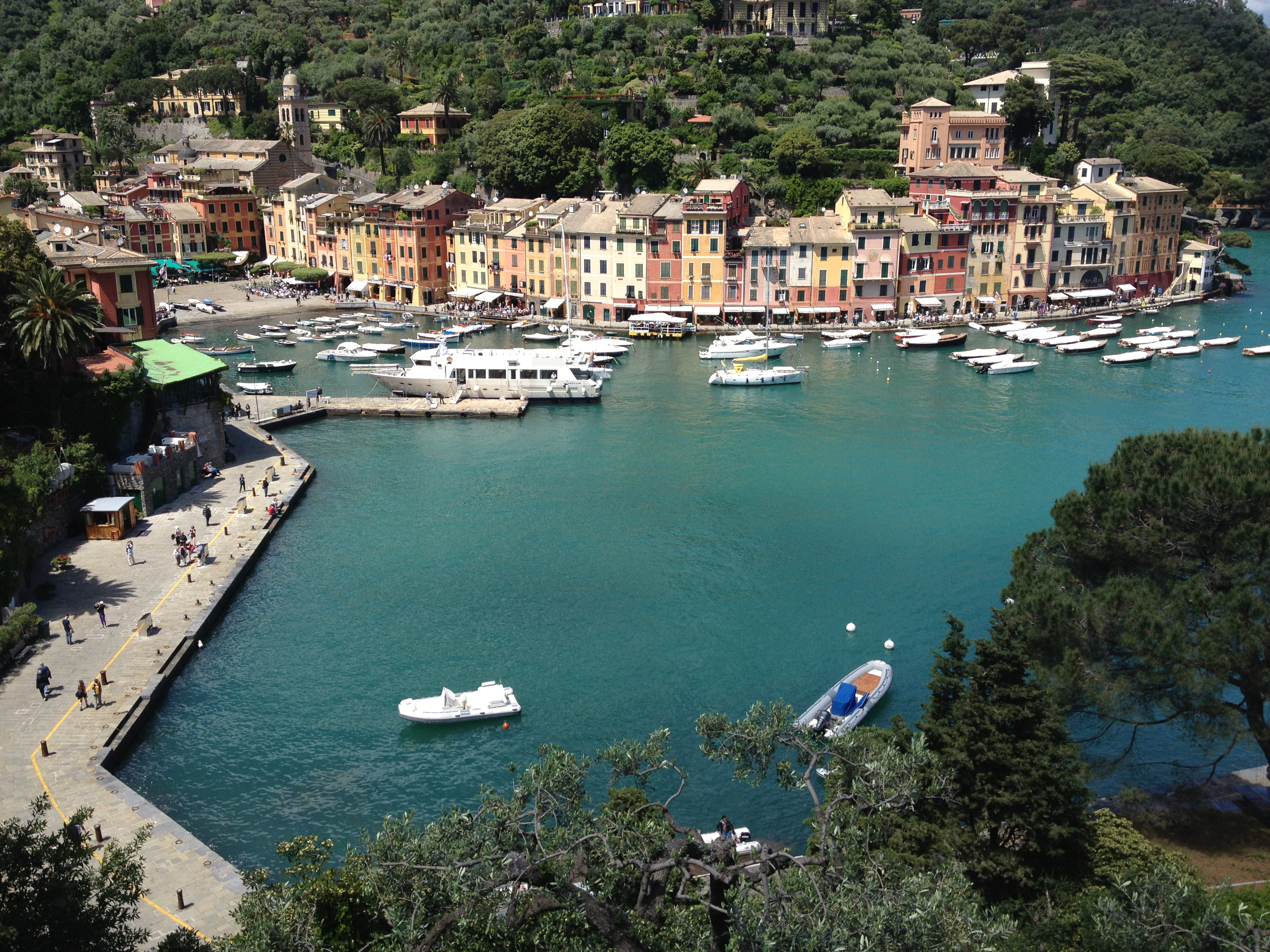
Portofino, luogo dove avvenne l'omonimo massacro

La sera del 2 dicembre 1944 la Sicherheitspolizei di Genova, comandata dal colonnello Siegfried Engel, prelevò dal carcere genovese di Marassi 21 partigiani e un civile e li condussero al castello di San Giorgio di Portofino, sede di un distaccamento della Kriegsmarine. Qui i prigionieri, legati con fili di ferro che i tedeschi erano riusciti a farsi dare dagli abitanti del quartiere Olivetta di Portofino, furono fucilati. I cadaveri, sempre legati e appesantiti da grosse pietre, vennero gettati in mare da una barca nella cala dell'Olivetta. Alcuni pescatori, nei giorni seguenti il massacro, trovarono dei corpi in mare legati col filo spinato, ma non li riportarono a terra per paura di rappresaglie.
La scelta delle persone da fucilare venne fatta dal colonnello Siegfried Engel, capo della polizia nazifascista (Sicherheitspolizei o Sipo, «Polizia di sicurezza») e della Sicherheitsdienst (SD, Servizio di Sicurezza) di Genova dall'inizio del 1944, mentre il responsabile dell'operazione fu il tenente della Kriegsmarine Reimers, comandante del porto di Santa Margherita Ligure.

## I fucilati
1. Abramo Bassignani,
2. Domenico Camera,
3. Emanuele Orfeo Causa,
4. Agostino Carniglia,
5. Cafiero Cipriani,
6. Luigi Costa,
7. Carlo Della Casa,
8. Domenico De Palo,
9. Carlo Faverzani,
10. Antonio Ferrari,
11. Otello Gambelli,
12. Marcello Goffi,
13. Giuseppe Golisano,
14. Bartolomeo Maffei,
15. Anelio Materozzi,
16. Alfredo Meldi,
17. Luigi Celso Meldi,
18. Tullio Molteni,
19. Giovanni Odicini,
20. Emanuele Sciutto,
21. Cipriano Turco,
22. Diofebo Vecchi.

Fonte: